# Alfredo Guanzini
Alfredo Guanzini (Cremona, 13 luglio 1908 – ...) è stato un calciatore italiano, di ruolo attaccante.

## Caratteristiche tecniche
Giocava come ala sinistra.

## Carriera

### Club
Guanzini esordì in Divisione Nazionale con la Cremonese nella stagione 1927-1928, scendendo in campo per la prima volta a Roma il 18 dicembre 1927 contro la Lazio e concludendo la sua prima stagione in massima serie con tre presenze. nella primavera-estate del 1928 disputò la Coppa CONI, con sei presenze ed una rete realizzata. Anche nel campionato seguente collezionò tre presenze, segnando la sua prima e unica marcatura con la Cremonese, realizzando la rete del 6-0 contro la Fiorentina il 26 maggio 1929 a Cremona. Guanzini ebbe anche l'occasione di debuttare nella Serie A a girone unico alla sua prima stagione, la Serie A 1929-1930, scendendo in campo contro la Pro Patria il 6 ottobre 1929. Giocò poi in Serie B, sempre con la Cremonese, il campionato 1930-1931, prima di venir messo in lista di trasferimento nel luglio 1932.